# Julius Grey
 (juin 2023).
Pour les articles homonymes, voir Grey.
Julius H. Grey (né en 1948) est un avocat et professeur québécois spécialisé dans les questions de libertés individuelles. Avocat connu pour son expertise en droit administratif, en droit constitutionnel et en droit de l'immigration.[réf. nécessaire]. Julius Grey est associé principal de Grey Casgrain s.e.n.c.
Résident de Westmount, Julius Grey est marié et père de trois enfants. Son épouse est Lynne Casgrain, ombudsman du Centre universitaire de santé McGill et fille de l'ancienne ministre au gouvernement du Québec Marie-Claire Kirkland-Casgrain[réf. nécessaire].

## Biographie
Originaire d'une famille juive polonaise, il immigre au Canada en 1957 à l'âge de neuf ans,. Sa famille s'établit alors dans le quartier de Snowdon, à Montréal. Pendant les années 1960, il fait campagne aux élections fédérales pour le candidat néo-démocrate (NPD) Charles Taylor.
Julius Grey est un défenseur du respect des droits et libertés individuels.[réf. nécessaire]. Il défend de nombreuses causes importantes. Il conteste certaines dispositions de la Charte de la langue française du Québec, dite loi 101, qui fut amendée depuis sa promulgation en 1977. Il se prononce en faveur du rapport Romanow sur les soins de santé au Canada et se montre déçu de son rejet au Québec. Récemment, l'avocat a contesté en Cour suprême l'interdiction pour les élèves des écoles montréalaises de porter un kirpan et s'est exprimé contre la notion d'accommodement collectif. Il représente également les intérêts du constructeur chinois Zhuzhou Electric Locomotive Works (en) devant les tribunaux québécois pour contester les critères établis par la Société de transport de Montréal (STM) dans l'octroi d'un contrat de nouveau parc de wagons de métro prévu depuis 2006.
Il participe fréquemment[réf. nécessaire] aux débats publics touchant les droits et libertés. Il a été chroniqueur à l'émission Indicatif présent de la Première Chaîne de Radio-Canada et a participé au combat des livres de cette même chaîne, où il a défendu le roman La Servante écarlate de Margaret Atwood.